# Down South
Down South, Southern Rap oder Dirty South ist ein Subgenre des Hip-Hop, welches diverse Spielarten aus den Südstaaten der USA, von Texas über Georgia bis nach Südflorida umfasst. Die Bezeichnung stellt eine Analogie zu Westcoast-Rap oder Eastcoast-Rap dar, da Down South ebenso wie die Musik der beiden Küstenregionen eigene stilistische Merkmale aufweist. Der Begriff „Dirty South“ geht auf ein gleichnamiges Lied der Gruppe Goodie Mob von ihrem Debüt-Album Soul Food zurück.

## Beschreibung
Typisch für den Hip-Hop aus dem Süden sind Synthesizer-lastige Produktionen, aber auch Soul- und Funkeinflüsse. Er unterscheidet sich allgemein stark vom Sampling-geprägten Sound der Ostküste, weist aber Parallelen zum G-Funk der Westküste auf, dem er auch von den Inhalten näher steht.
Der Down South zeichnet sich immer wieder durch Innovationen aus, die die Grenzen des Genres Hip-Hop überschreiten und eigenständige Musikrichtungen hervorbringen: So kreierte die Rapformation 2 Live Crew schon Ende der 1980er Jahre den Miami Bass; Anfang der 1990er wurde der Crunk entwickelt, der aber erst Anfang der 2000er durch den US-Rapper Lil Jon populär wurde und Mitte der 1990er Jahre kam durch DJ Screw die Technik des chopping & screwing auf.
Das exzessive Zurschaustellen des eigenen Reichtums durch das Tragen von überdimensioniertem Schmuck – dem Bling-Bling – hat ebenfalls seine Ursprünge in der Rapszene des Down South. Als ursprünglicher Stammvater dieses Outfits gilt der ehemals in Memphis ansässige Soul-Musiker Isaac Hayes.

## Künstler
- Lil Wayne
- 2 Chainz
- Boosie Badazz
- 21 Savage
- Bubba Sparxxx
- B.o.B
- Chamillionaire
- Flo Rida
- French Montana
- Three 6 Mafia
- T.I.
- Waka Flocka Flame
- Paul Wall
- Pimp C
- Nelly
- Birdman
- Ludacris
- Mystikal
- Young Buck
- Trina
- Outkast
- Young Thug
- Rich Homie Quan
- Travis Scott
- 8Ball & MJG
- Juvenile
- Mike Jones
- $uicideboy$

## Die Szene
Die größten Ballungsgebiete des Südstaatenraps sind New Orleans, Atlanta, Memphis, Houston und Miami.

## Subgenres
- Trap
- Crunk
- Miami Bass
- Screw